# Famille von Ditfurth
La famille von Ditfurth, est une famille noble allemande originaire de Ditfurt dans le Harz où elle était possessionnée.
- en 1148 est mentionné Hoimarus de Dhietvorden, ministerialis (Landeshauptarchiv Wolfenbüttel).
- en 1288 est mentionné un certain Bernardus miles dictus de Ditvorde, dont le sceau porte les armes reprises en 1923 par cette famille.
- en 1458 est cité Hans von Ditforde, mort avant cette date, avec qui seulement commence la filiation réellement prouvée.

## Armoiries

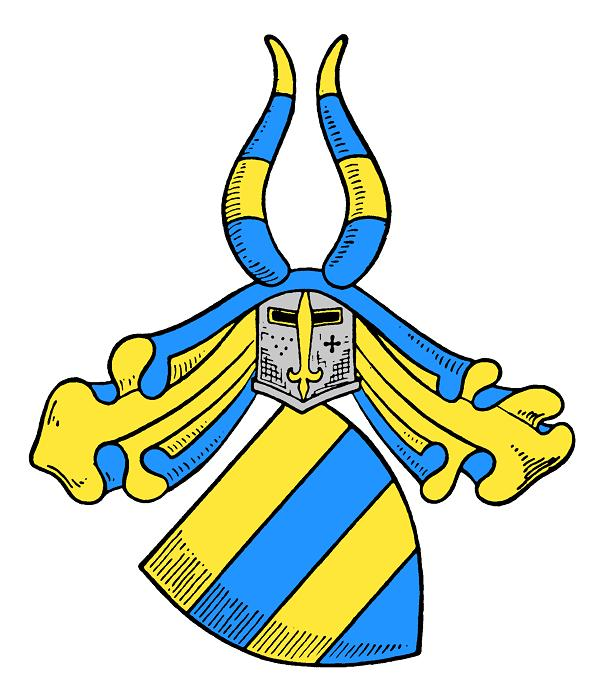
Armoiries de la famille noble von Ditfurth, originaire de Ditfurt, reprises en 1923 par cette famille."Fascé de quatre pièces d'or et d'azur".

Depuis le XVe siècle jusqu'en 1923, cette famille von Ditfurth portait traditionnellement les armes :
De gueules à une fasce d'or remplie d'azur. Casque couronné. Cimier: deux proboscides fascées de cinq pièces d'or, de gueules, d'or, d'azur et de gueules. Lambrequin: d'or de gueules et d'azur.
Toutefois, depuis le 27 mai 1923, cette famille a repris les armes figurant le 18 octobre 1288 sur le sceau d'un certain Bernardus miles dictus de Ditvorde, nonobstant le fait que la filiation prouvée ne commence qu'en 1458.
Fascé de quatre pièces d'or et d'azur.

## Personnalités
- Anton von Ditfurth (1588–1650), fonctionnaire et poète allemand.
- Franz Dietrich von Ditfurth (1738-1813) fut un des plus célèbres francs-maçons du XVIIIe siècle allemand. Il naquit en 1738 à Dankersen sur le Weser. Après des études de droit il devint assesseur à Wolfenbüttel, et devint juge à la Chambre de Justice Impériale en 1773. Il mourut en 1813. Il devint en 1777 Vénérable Maître de la loge "Joseph sous les Trois Heaumes" à laquelle il donna un développement considérable. Il participa en 1782 au Concent de Willemsbad comme adversaire des Hauts grades Templiers.
- Wilhelm von Ditfurth (1780-1855), général d'infanterie prussien.
- Maximilian von Ditfurth (de) (1806-1861), membre de l'Assemblée des États de l'électorat de Hesse.
- Franz Wilhelm von Ditfurth, (1801-1880), collectionneur de musique populaire, chanteur, poète, écrivain, juriste et poète religieux.
- Barthold von Ditfurth (1826-1902), général d'infanterie prussien.
- Wilhelm von Ditfurth (de) (1852-1915), général prussien.
- Friedrich von Ditfurth (1856-1927), général prussien.
- Wilhelm von Ditfurth (de) (1874-1949), général prussien.
- Wolfgang von Ditfurth (de) (1879-1946), général.
- Hoimar von Ditfurth (1921–1989), médecin allemand, homme de télévision et journaliste économique.
- Jutta Ditfurth (né en 1951), sociologue, écrivaine et femme politique allemande, fille de Hoimar von Ditfurth.
- Christian von Ditfurth (né en 1953), historien allemand et écrivain indépendant, fils de Hoimar von Ditfurth.